# Chelidura mutica
Chelidura mutica – gatunek skorka z rodziny skorkowatych i podrodziny Anechurinae.
Gatunek ten opisany został po raz pierwszy w 1886 roku przez Hermanna Augusta Kraussa.
Skorek ten ma stosunkowo krępe ciało o długości od 10 do 13 mm mierzonej wraz ze szczypcami. Ubarwienie ma jasnożóławobrązowe z nieco żółtawopomarańczową głową, żółtymi brzegami bocznymi przedplecza i brązowymi odnóżami. Duża, nabrzmiała, szeroka, gładka głowa ma ledwo widoczne szwy, lekko wykrojonym środkiem tylnej krawędzi i bardzo małe, znacznie krótsze od skroni oczy. Czułki buduje 13 członów, z których pierwszy jest krótszy niż rozstaw czułków, drugi jest kwadratowy, a trzeci wyraźnie dłuższy niż czwarty. Poprzeczne przedplecze ma wklęsłą krawędź przednią, proste i mniej lub bardziej równoległe krawędzie boczne, wypukłą krawędź tylną i niewyraźną bruzdę podłużną przez środek powierzchni. Pod silnie skróconymi pokrywami brak jest skrzydeł tylnej pary. Krótki, szeroki, w widoku od góry wypukły odwłok ma tergity czwarty i trzeci z wyraźnymi pogięciami gruczołowymi na bokach. Silnie poprzeczny tergit ostatni ma lekkie zagłębienie środkowe w pobliżu krawędzi tylnej. Pygidium jest z tyłu szeroko zaokrąglone. Przysadki odwłokowe (szczypce) są u samicy krótkie, mniej lub bardziej wyprostowane, o ramionach spłaszczonych u nasady i pośrodku. U samca silnie łukowate szczypce mają ramiona mniej lub bardziej walcowate w przekroju i pozbawione ząbków lub guzków na krawędziach wewnętrznych i grzbietowych. Narządy rozrodcze samca są smukłe, o  dobrze wykształconych i lekko zakrzywionych paramerach zewnętrznych, przeciętnie rozwiniętej płytce centralnej i z bardzo długą, zaopatrzoną w pęcherzyk nasadowy virgą w płacie genitalnym.
Owad ten jest gatunkiem europejskim, głównie alpejskim. Podawany był z Austrii, Szwajcarii, Włoch i Serbii.